# Древесномыши
Древесномыши, или африканские лазающие мыши, или африканские лазающие хомячки (лат. Dendromus) — род мышеобразных грызунов из семейства незомиид (Nesomyidae). Мелкие древесные грызуны, распространенные в Африке южнее пустыни Сахара.

## Внешний вид

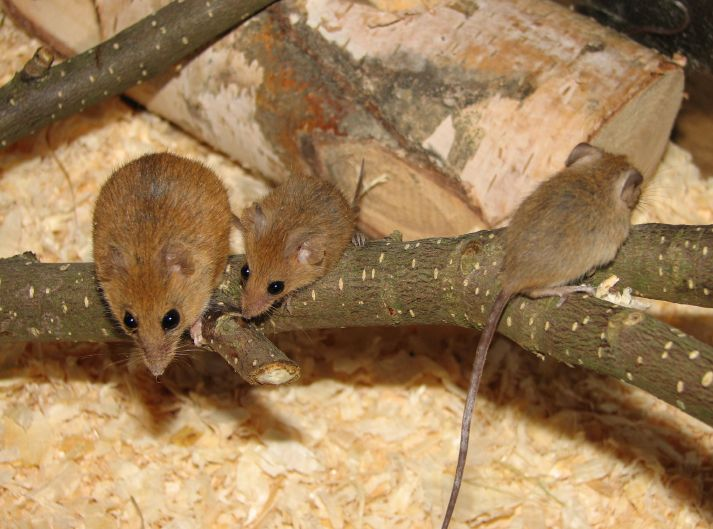
Самка Каштановая лазающая мышь|каштановой лазающей мыши (Dendromus mystacalis) с детенышами

Верхняя сторона тела серо-коричневая, нижняя белая или желтоватая. Хвост длиннее головы и тела, покрыт редкими волосками, цепкий. Мордочка заострённая, глаза и уши большие. Самки имеют четыре пары молочных желёз. Длина тела колеблется между 5 и 10 см, хвост от 7 до 13 см, масса до 21 г.

## Образ жизни и питание
Предпочитают открытые саванны, где присутствуют кусты и / или деревьями. Только каштановая лазающая мышь населяет густые леса. Будучи ночными животными, спят днем или в подземном укрытии (подроды Chortomys и Poemys) или в сферических гнездах из частей растений, которые устраивают в кустах или деревьях (подрод Dendromus). Иногда используют брошенные гнезда птиц. Ночью они бродят по ветвям и ищут семена, ягоды и насекомых, а также яйца из птичьих гнезд.

## Виды
Род включает 11 видов:
- Удивительная лазающая мышь (Dendromus insignis)
- Кахузская лазающая мышь (Dendromus kahuziensis)
- Лазающая мышь Киву (Dendromus kivu)
- Эфиопская лазающая мышь (Dendromus lovati)
- Серая лазающая мышь (Dendromus melanotis)
- Брандтова лазающая мышь (Dendromus mesomelas)
- Банановая лазающая мышь (Dendromus messorius)
- Каштановая лазающая мышь (Dendromus mystacalis)
- Никийская лазающая мышь (Dendromus nyikae)
- Камерунская лазающая мышь (Dendromus oreas)
- Ангольская лазающая мышь (Dendromus vernayi)